# Yellow Dog Linux
Yellow Dog était une distribution Linux pour les micro-ordinateurs équipés d'un micro-processeur de type PowerPC comme les Macintosh d'Apple d'avant  2006. La version 5.0 est également la première distribution pour la PlayStation 3 de Sony.
Il s'agit essentiellement d'un portage de la distribution Fedora.